# Guy Leleu
Guy Leleu (* 4. Februar 1950 in Surques) ist ein ehemaliger französischer Radrennfahrer.

## Sportliche Laufbahn
Leleu war im Straßenradsport aktiv. Als Amateur siegte er 1973 im Etappenrennen Grand Prix Guillaume Tell vor Johannes Ruch aus Deutschland, wobei er eine Etappe gewann. In der Jugoslawien-Rundfahrt konnte er drei Etappenerfolge feiern. 1971 hatte er das Eintagesrennen um den Grand Prix de Lillers gewonnen. 1974 war er auf zwei Tagesabschnitten der Österreich-Rundfahrt erfolgreich und gewann die 4. Etappe der Tour de l’Avenir, die er auf dem 5. Rang der Gesamtwertung beendete.
1975 wurde er Berufsfahrer im Radsportteam Gitane-Campagnolo, in dem Bernard Hinault Kapitän war. Er fuhr zwei Jahre als Profi und wurde danach reamateurisiert. In seinem ersten Jahr als Profi fuhr er die Tour de France und wurde 55. des Endklassements. 1978 gewann er das Rennen Grand Prix des Marbriers, 1979 den Circuit du Port de Dunkerque.